# Sela (socken)
Sela (kinesiska: 色拉, 色拉乡) är en socken i Kina. Den ligger i provinsen Sichuan, i den sydvästra delen av landet, omkring 410 kilometer sydväst om provinshuvudstaden Chengdu. Antalet invånare är 1785. Befolkningen består av 895 kvinnor och 890 män. Barn under 15 år utgör 23,0 %, vuxna 15-64 år 70 %, och äldre över 65 år 5,0 %.
Genomsnittlig årsnederbörd är 754 millimeter. Den regnigaste månaden är juli, med i genomsnitt 221 mm nederbörd, och den torraste är november, med 1 mm nederbörd.